# Lepthyphantes intricatus
Lepthyphantes intricatus là một loài nhện trong họ Linyphiidae.
Loài này thuộc chi Lepthyphantes. Lepthyphantes intricatus được James Henry Emerton miêu tả năm 1911.